# Zone de protection paysagère du Mecsek occidental
La Zone de protection paysagère du Mecsek occidental (hongrois : Nyugat-Mecsek Tájvédelmi Körzet, prononcé [ˈɲugɒtˌmɛtʃɛk ˈtaːjveːdɛlmi ˈkøɾzɛt]) est une aire protégée située dans le comitat de Baranya, au nord-ouest de Pécs, et dont le périmètre est géré par le parc national Duna-Dráva. Celui-ci comprend une partie du massif du Mecsek, autour du Jakab-hegy et du lac d'Orfű.